# Koreanische Halbinsel
Die koreanische Halbinsel ist eine Halbinsel in Ostasien. In Nordkorea wird sie Chosŏn Pando (kor. 조선반도, 朝鮮半島), in Südkorea Han Bando (한반도, 韓半島) genannt.

## Geographie
Die Halbinsel ist im Osten durch das Ostmeer, im Süden durch die Koreastraße und im Westen durch das Gelbe Meer begrenzt. Im Norden wird die geographische Grenze den Flüssen Yalu und Tuman-gang zugeordnet. Dies entspricht dem genauen Grenzverlauf Nordkoreas zu Russland und der Volksrepublik China.
Die Nord-Süd-Ausdehnung der Halbinsel beträgt etwa 1100 km, die Ost-West-Ausdehnung in der südlichen Hälfte etwa 300 km. Die Fläche entspricht etwa 221.154 km2.

## Klima
Die koreanische Halbinsel liegt in der gemäßigten Klimazone. Es gibt dort die vier Jahreszeiten Frühling, Sommer, Herbst und Winter. Das Klima auf der Halbinsel weist sowohl kontinentale als auch ozeanische Merkmale auf. Die Wintermonate sind kalt und trocken, während die Sommermonate sehr warm und feucht sind.
Im Frühling liegen die durchschnittlichen Höchsttemperaturen liegen zwischen 10 °C und 20 °C und beginnt für gewöhnlich Ende März.
Der Sommer dauert ungefähr von Mitte Juni bis Mitte September und variiert je nach Breitengrad.
Die Monsunzeit, bekannt als Jangma, tritt typischerweise von Ende Juni bis Ende Juli auf. Durch maritime Luftmassen, die feuchte Luft aus dem westlichen Pazifikraum und dem Südchinesischen Meer mit sich bringen, erleben Teile der südlichen Küstenregionen zu dieser Zeit starke Regenfälle.
Über Korea und dem nördlichen Ende Japans nimmt die Monsun-Grenze typischerweise die Form einer quasi-stationären Front an, die die kühlere Luftmasse, die mit dem Okhotsk-Hoch im Norden verbunden ist, von der heißen, feuchten Luftmasse trennt, die mit dem subtropischen Hochdruckgebiet im Süden verbunden ist.
Die Tieflandregionen in der Mitte und im Süden Koreas liegen nach der Köppen-Geiger-Klassifikation in der trocken-winter kontinental-humiden Klimazone Dwa, während das bergige, bewaldete Inland Dwb zuzuordnen ist. Die Bergregionen im Nordosten weisen zudem auch subarktisches Klima auf.
Die südlichsten Regionen Koreas wie die Insel Jeju erleben ein relativ warmes und feuchtes Klima, ähnlich wie in Japan, beeinflusst durch warme Meeresströmungen, einschließlich des Ostkorea-Warmstroms.
Im September beginnt der Herbst. Es herrscht überwiegend mildes sonniges Wetter, das nur manchmal durch Kaltlufteinbrüche gestoppt wird.
Der Winter, der im Dezember beginnt, wird vom sibirischen Hochdruckgebiet dominiert, was zu überwiegend kalten, trockenen Nordwestwinden führt. Die Winter in Korea sind kalt, mit Januartemperaturen, die typischerweise unter dem Gefrierpunkt liegen, außer auf der Insel Jeju. Etwa alle 4 bis 6 Tage zieht ein Tiefdrucktrog über Seoul und bringt Bewölkung und leichte Niederschläge mit sich. Der meiste Schnee fällt in den Bergregionen und an der Nordwestküste.
Die durchschnittlichen Temperaturen im Januar, dem kältesten Monat, variieren je nach Region und es existieren starke kurzzeitige Temperaturgefälle. In den nördlichen Binnenregionen, wie in Hyesan, liegt die durchschnittliche Januartemperatur bei etwa −15,7 °C. In den zentralen Binnenregionen, zu denen Städte wie Chuncheon gehören, beträgt die durchschnittliche Temperatur im Januar etwa −3,5 °C. In der Hauptstadt Seoul liegt die durchschnittliche Januartemperatur bei −2,0 °C. Dabei fallen die Temperaturen häufig unter −10 °C und können gelegentlich sogar −15 °C erreichen.
In den südlichsten Städten, wie Busan, ist der Januar mit einer durchschnittlichen Temperatur von etwa 3 °C deutlich milder. Während Kälteperioden können die Temperaturen jedoch landesweit stark absinken. In Seoul und den nördlichen Binnenregionen können sie dabei Werte von bis zu −20 °C erreichen.
Der Winter endet gegen Ende März.

## Biologie
Untersuchungen zur Flora Koreas haben mehr als 3.000 Pflanzenarten auf der Halbinsel identifiziert, von denen über 500 endemisch sind. Die floristischen Provinzen der Halbinsel werden üblicherweise in warm-gemäßigte, gemäßigte und kalt-gemäßigte Zonen unterteilt. Die warm-gemäßigte Zone herrscht entlang der südlichen Küste und auf den Inseln, einschließlich Jeju-do, vor. Diese Zone ist hauptsächlich durch immergrüne Laubbäume geprägt.
Die gemäßigte Zone umfasst den größten Teil der Halbinsel abseits der südlichen Küste und der Hochgebirge. Diese Region wird von der koreanischen Kiefer und verschiedenen laubabwerfenden Bäumen dominiert. Kalt-gemäßigte Vegetation findet sich entlang des nördlichen Randes der Halbinsel sowie in den Hochgebirgsregionen, einschließlich der oberen Lagen des Hallasan auf Jeju. Immergrüne Pflanzen in diesen Gebieten umfassen Lärchen und Wacholder. Ein großer Teil dieser Vegetation wird mit der Mandschurei geteilt.
Die immergrünen Wälder Südkoreas nehmen den südlichsten Teil der Halbinsel sowie die Insel Jeju ein. Die laubabwerfenden Wälder Zentralkoreas bedecken den gemäßigten zentralen Teil der Halbinsel. Die Mischwälder der Mandschurei erstrecken sich über die nördlichen Tiefebenen und niedrigen Hügel der Halbinsel und reichen bis nach Norden in die Mandschurei, bis zum Amur-Fluss an der Grenze zwischen Russland und China. Die Mischwälder des Changbai-Gebirges umfassen die hochgelegenen Bergregionen entlang der Grenze zwischen Nordkorea und China, wo Nadelbäume dominieren und alpine Wiesen sowie felsige Hänge die höchsten Gipfel bedecken.

## Politische Gliederung
Auf der Halbinsel liegen zwei Staaten: Die Demokratische Volksrepublik Korea im nördlichen und die Republik Korea im südlichen Teil. Die Grenze zwischen beiden Staaten verläuft seit 1953 ungefähr entlang des 38. Breitengrads.